# Cikuya (Cicalengka)
Cikuya is een bestuurslaag in het regentschap Bandung van de provincie West-Java, Indonesië. Cikuya telt 11.621 inwoners (volkstelling 2010).